# José García de León y Pizarro
José García de León y Pizarro (Madrid, 19 d'octubre de 1770 - 27 de gener de 1835) fou aristòcrata, militar i polític espanyol, secretari d'estat durant el regnat de Ferran VII d'Espanya.

## Biografia
Era fill de José García de León y Pizarro (Motril, 1726), qui havia estat President de la Reial Audiència de Quito de 1778 a 1784; nebot de Ramón García de León y Pizarro, Marquès de Casa-Pizarro, qui va fundar la ciutat de San Ramón de la Nueva Orán a Argentina. La seva mare, Maria Frías pertanyia al Ducat de Frías i era dama de la reina, va ser responsable de desmantellar la conspiració de Malaspina contra Godoy.
El 1789 va estudiar a la Universitat d'Alcalá de Henares, el 1790 fou destinat com a diplomàtic a Berlín i el 1792 fou nomenat oficial de l'ambaixador espanyol a Viena. El 1797 secretari de l'ambaixador a París Francisco Cabarrús. Després d'estar un temps a Viena el 1799 Mariano Luis de Urquijo el reclama a la Península i de 1802 a 1808 fou secretari del Consell d'Estat.
Josep Bonaparte el va nomenar membre del seu Consell, però en 1809 va fugir a Andalusia i es posà de part dels defensors de Ferran VII d'Espanya. Fou nomenat Secretari d'Estat interí de febrer a maig de 1812, i de 1813 a 1814 fou ambaixador espanyol al regne de Prússia. Fou novament Secretari d'Estat de 1816 a 1818, però fou destituït per una intriga en relació amb l'afer dels vaixells russos en la cessió de Florida i fou bandejat a València. Amb el triomf del trienni liberal va tornar a Madrid, però el 1821 fou desterrat novament per Evaristo Fernández de San Miguel; va fugir a París i va tornar amb els Cent Mil Fills de Sant Lluís, però poc després va fugir a França i fou desterrat novament en 1827. Fins 1832 no se li va permetre tornar a Madrid. De 1834 a 1835 fou Pròcer del Regne. En 1897 se li van publicar unes Memorias...